# Stresemann-Gedenkstätte

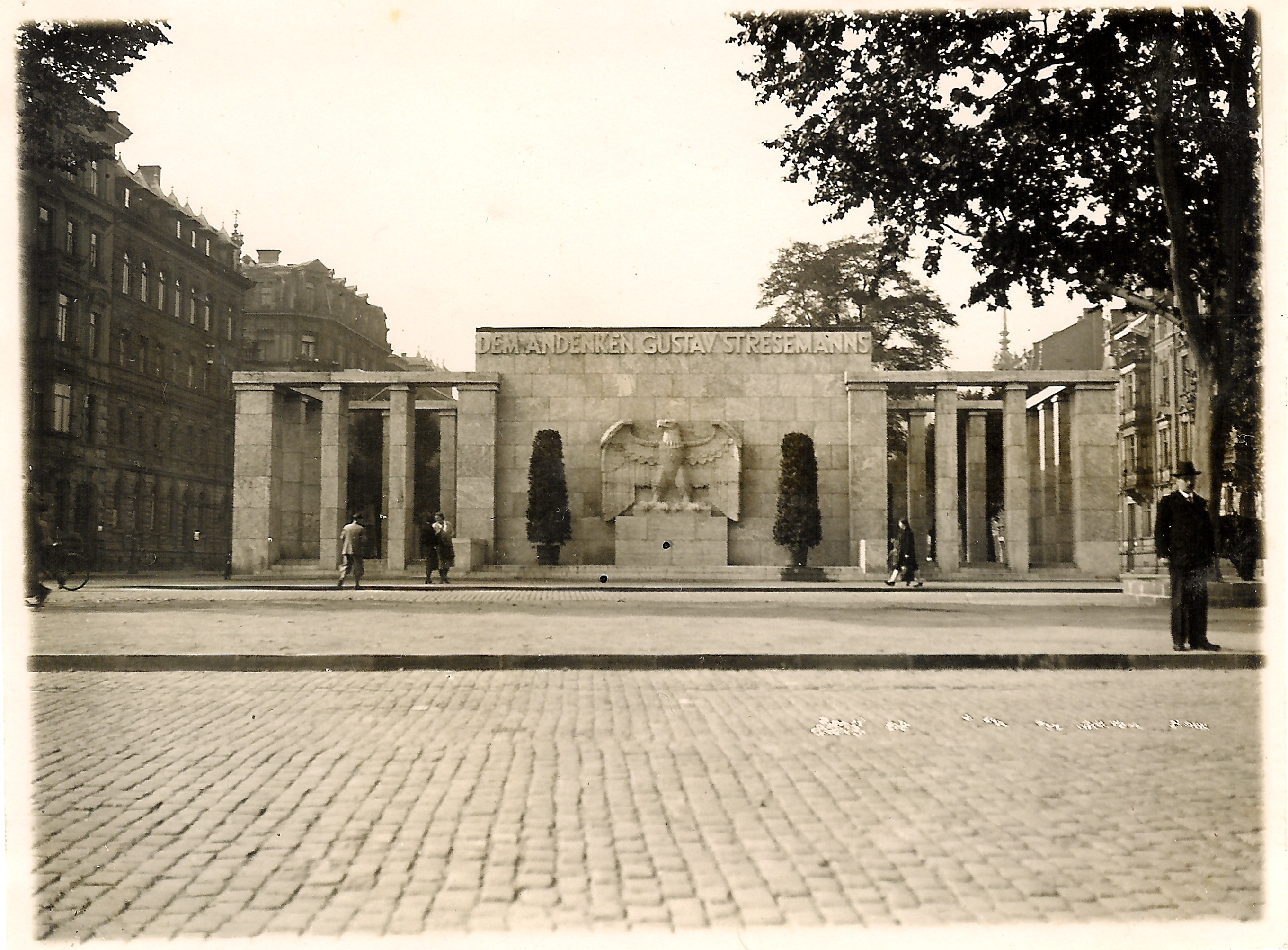
Gustav-Stresemann-Denkmal, Oktober 1931

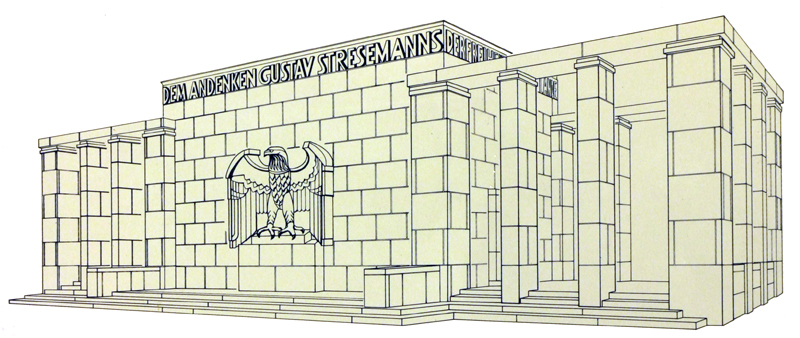
Zeichnung der Stresemann-Gedenkstätte

Die Stresemann-Gedenkstätte in Mainz wurde am 5. Juli 1931 am Fischtorplatz eingeweiht. Benannt wurde sie nach dem 1929 verstorbenen Reichsaußenminister und Friedensnobelpreisträger Gustav Stresemann. Für Mainz hatte die Arbeit Stresemanns auf der Haager Konferenz von 1929 besondere Bedeutung. Frankreich willigte in den Termin für die vorzeitige Beendigung der Besetzung des Rheinlandes am 30. Juni 1930 ein. 1935 rissen die Nationalsozialisten die Gedenkstätte ab. Sie diffamierten damit den Einsatz Gustav Stresemanns für die Versöhnung der Völker als „Erfüllungspolitik“. Nach dem Zweiten Weltkrieg wurde die Stresemann-Gedenkstätte auf Anregung Wilhelm Ferdinand Kalles nicht wieder am Fischtor, sondern ab 1956 im Neuen Zeughaus neu errichtet, in dem außerdem die Staatskanzlei Rheinland-Pfalz ihren Sitz nahm.
Gustav Stresemanns gedenkt man in Mainz auch mit der Gustav-Stresemann-Wirtschaftsschule und einem Uferabschnitt zwischen Fischtor und Winterhafen, dem Stresemann-Ufer. Lage
Am Fischtorplatz befindet sich seit 1961 das Mahnmal der Deutschen Einheit.

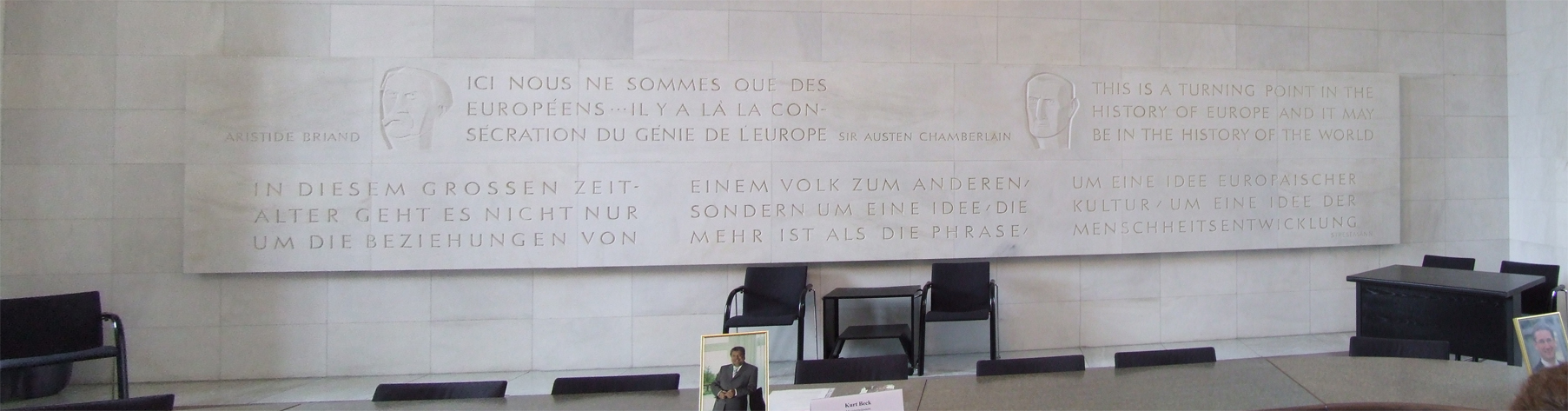
In diesem großen Zeitalter geht es nicht nur um die Beziehungen von einem Volk zum anderen. Sondern um eine Idee, die mehr ist als die Phrase um eine Idee europäischer Kultur. Um eine Idee der Menschheitsentwicklung.

„In diesem großen Zeitalter geht es nicht nur um die Beziehungen von einem Volk zum anderen. Sondern um eine Idee, die mehr ist als die Phrase um eine Idee europäischer Kultur. Um eine Idee der Menschheitsentwicklung.“